# Schutzklasse (Bunker)
Mit einer Schutzklasse werden Bunker nach ihrer Schutzwirkung gegen Explosionen sowie gegen biologische, chemische oder atomare Kontamination klassifiziert.

## Deutschland

### DDR

#### Schutzklassen der NVA
In der DDR waren die Schutzklassen für Bunker über eine NVA-Klassifizierung geregelt. Es gab die Schutzklassen A–F sowie die zusätzlichen Parameter Lastfall 1 bis 3. Eine zusätzliche Schutzklasse S mit noch höherer Schutzwirkung wurde nie realisiert. Lastfall 1 definiert den Schutz vor betonbrechenden Freifallbomben und deren Masse, Lastfall 2 definiert die Anforderung an die Druckfestigkeit des Bauwerks bei einer Kernwaffendetonation und ihrer Druckwelle, Lastfall 3 definiert den Schutz vor Auswirkungen von biologischen und chemischen Kampfstoffen. Bauwerke der Schutzklasse A sollten bspw. dem Druck und der Explosionskraft einer Kernwaffenexplosion von 25 kp/cm² standhalten, was annähernd der Waffenwirkung einer betonbrechenden Bombe mit 2500 kg Sprengstoff entspricht. Die Bauwerke der Klasse A wurden in offener Baugrubenweise als unterirdisches Monolithbauwerk errichtet. Bauwerke der Schutzklasse D sollten dem Druck und der Explosionskraft einer Kernwaffenexplosion von 3 kp/cm² standhalten, was annähernd der Waffenwirkung einer betonbrechenden Bombe mit 250 kg Sprengstoff entspricht.
| Klasse | Lastfall 1     | Lastfall 2 | Lastfall 3                                   | Beispiele                                              |
| ------ | -------------- | ---------- | -------------------------------------------- | ------------------------------------------------------ |
| S      | unbekannt      | 50 kp/cm²  | unbekannt                                    | nicht realisiertes zylindrisches Schacht-Schutzbauwerk |
| A      | >2500 kg       | >25 kp/cm² | Möglichkeit der Hermetisierung für mind. 36h | Hauptgefechtsstand Tessin (Volksmarine)                |
| B      | >1000 kg       | >10 kp/cm² | Möglichkeit der Hermetisierung für mind. 24h | Bunker Garzau                                          |
| C      | >0500 kg       | >05 kp/cm² | Möglichkeit der Hermetisierung für mind. 12h | Dienststelle Blumberg (TO 03)                          |
| D      | >0250 kg       | >03 kp/cm² | Möglichkeit der Hermetisierung für mind. 6h  | Troposphären-Funkstation 302                           |
| E      | >0100 kg       | >01 kp/cm² | Möglichkeit der Hermetisierung für mind. 4h  | Bunker der 6. Flottille am Kap Arkona                  |
| F      | Splitterschutz |            |                                              |                                                        |

#### Schutzklassen des Ministeriums des Innern
Für den Zivilschutz der DDR existierten die Schutzklassen A–D, die die Anforderungen an die Druckfestigkeit des Bauwerks sowie die personelle Maximalbelegung regelten.
| Klasse | Druckfestigkeit | Maximalbelegung | Beispiele Schutzbauwerke (SBW) |
| ------ | --------------- | --------------- | --- |
| A      | >>5 kp/cm²      | >300 Personen   | nie realisiert |
| B      | >5 kp/cm²       | 300 Personen    | SBW 300 für Bezirks- und Kreisstädte SBW 600 für Bezirksstädte (Dresden, Liliengasse: ca. 400 m² PKW-Garage, die durch Verschluss zum SBW wird) |
| C      | >01 kp/cm²      | 150 Personen    | SBW 100 Werkluftschutz SBW 150 (Versorgungsdepot für Pharmazie und Medizintechnik Dresden)                                                      |
| D      | >00,5 kp/cm²    | 120 Personen    | SBW 120 für Bezirks- und Kreisstädte |

Insgesamt gab es 62 Schutzbauwerke der Typen 100 bis 600 des Zivilschutzes der DDR mit etwa 13.000 Plätzen. Zusätzlich gab es eine große Anzahl von Trümmer- und strahlungssicheren Bauten wie bspw. überdeckte Luftschutzgräben, Luftschutzkeller in Wohnhäusern und Verwaltungsgebäuden sowie in WBS 70-Plattenbauten.